# Behind eleven deserts
Behind eleven deserts is een studioalbum van Stephan Micus. Het album verscheen op het Wind Records platenlabel, waarvan in 2015 slechts twee albums bekend zijn. Het album van Stephan Micus en Tathagata van een groep genaamd Mombasa rond Lou Blackburn. De compact discversie werd uitgebracht door Verabra Records van Vera Brandes. Micus keerde na deze uitgave terug naar JAPO Records. Het is opgenomen in Studio 78 te München.  

## Musici
- Stephan Micus – gitaar, suling, bodhran, zang, sarangi, bassulling, fluitjes, percussie, sitar

## Muziek
| Nr. | Titel                   | Duur  |
| --- | ----------------------- | ----- |
| 1.  | Salinas dance           | 5:31  |
| 2.  | Behind eleven deserts   | 5:05  |
| 3.  | Katut                   | 5:20  |
| 4.  | I went on your wing     | 4:00  |
| 5.  | Over crimson stones     | 4:38  |
| 6.  | Pour la fille du soleil | 6:14  |
| 7.  | The song of Danijar     | 12:24 |